# Inques

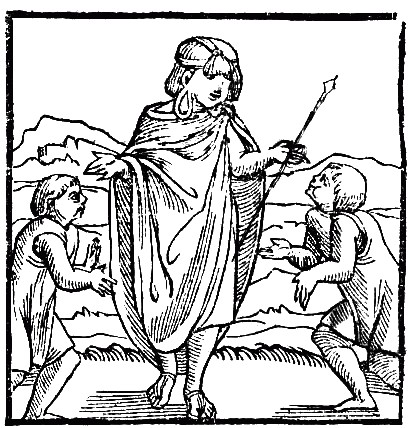
Primera representació dels inques a Europa (1553), treta de la Crònica del Perú, de Pedro Cieza de León

Els inques (quítxua: inka, 'ser') eren una ètnia sud-americana, originària dels Andes centrals del Perú, que habità en un principi les conques dels rius Vilcanota. Per extensió, hom coneix també com a inques els caps d'estat o emperadors de l'Imperi Inca, l'estat precolombí d'Amèrica del Sud més avançat fins a l'arribada dels conqueridors espanyols al segle xvi.

## L'Imperi Inca

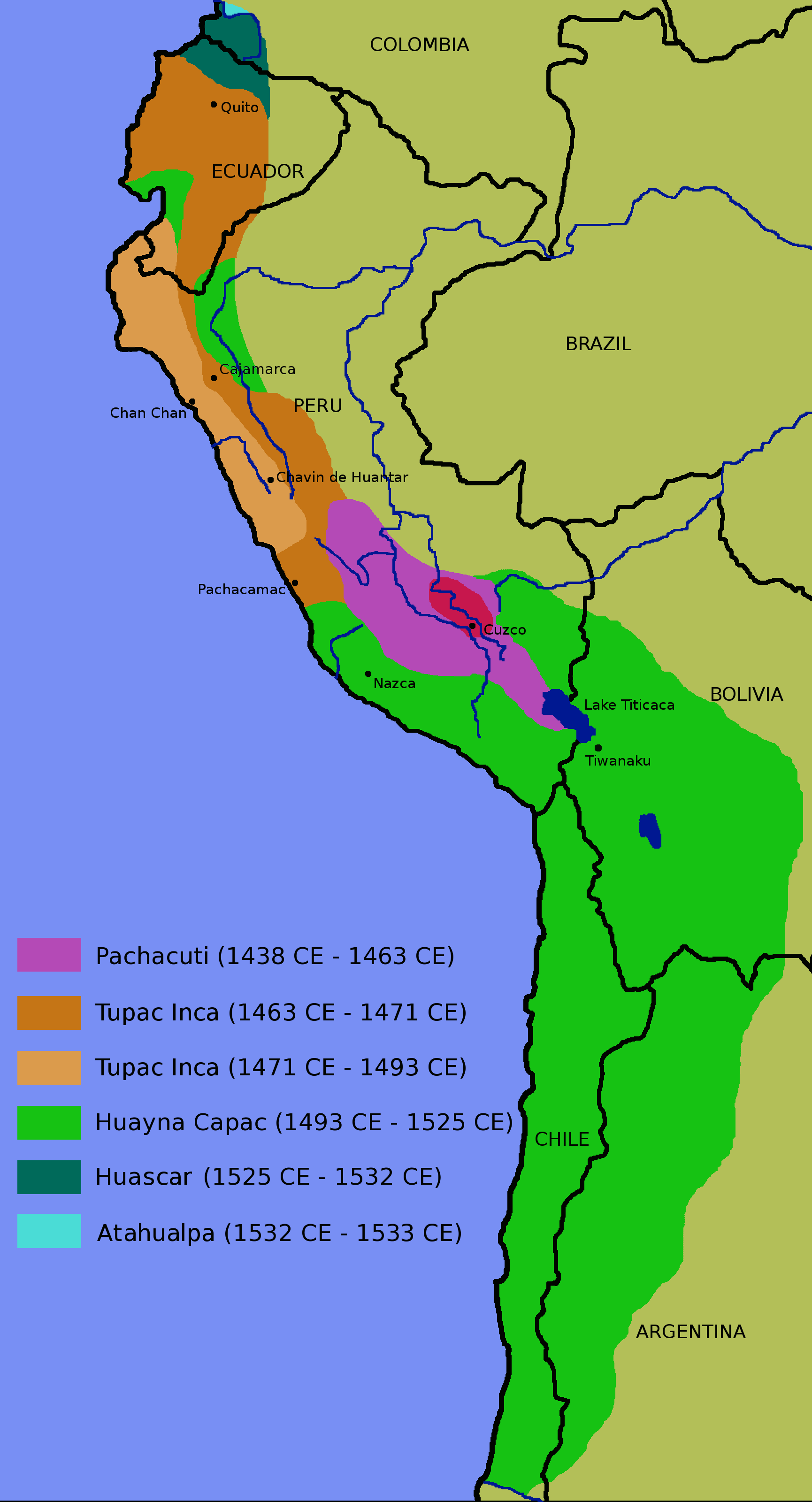
Expansió de l'Imperi Inca

Els inques foren els dirigents de l'entitat política i administrativa més gran del continent americà. A finals del segle xiv, l'imperi va començar a expandir-se des de la seva regió inicial, situada a la regió de Cusco, fins a la regió meridional de les muntanyes Andines d'Amèrica del Sud. Aquesta va acabar amb la invasió espanyola dirigida per Francisco Pizarro l'any 1532. Al moment de la seva rendició, l'imperi controlava una població de 12 milions de persones aproximadament, cosa que representaria avui Perú, Equador i també una gran part de Xile, Bolívia, Argentina i una petita part de Colòmbia.
Els inques anomenaven el seu territori Tawantinsuyu, que en quítxua, la llengua dels inques, significa 'les quatre parts'. Es tracta d'un territori que abraça diverses menes de terrenys i climes molt marcats. La paraula inca designa el mateix dirigent i alhora el poble de la vall de Cusco, la capital de l'imperi. Algunes vegades és utilitzada per a designar tots els pobles inclosos en el Tawantinsuyu, però aquest ús no és correcte. La majoria de les desenes dels pobles petits van mantenir la seva identitat tot i estar lligats políticament i econòmica als inques. El quítxua va ser l'idioma oficial, parlat en la majoria de les comunitats fins a l'arribada dels espanyols, però almenys vint dialectes locals van subsistir-ne en diferents parts de l'imperi.

## Arquitectura

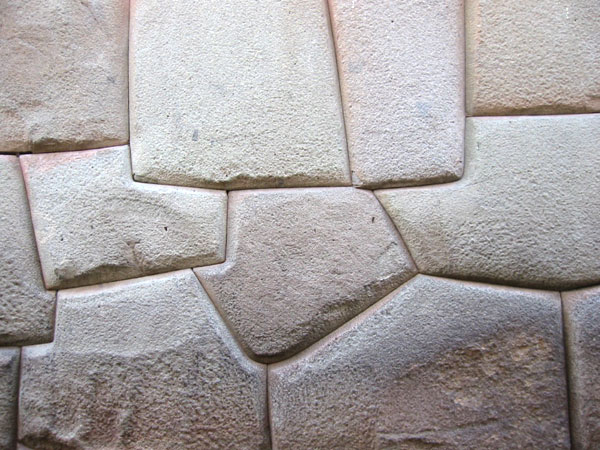
Detall d'un mur en pedra

Els inques van desenvolupar un estil altament funcional d'arquitectura pública, que es va distingir principalment per les seves tècniques avançades d'enginyeria i del treball fi de la pedra. El plànol de les seves ciutats estava basat en un sistema d'avingudes principals tallades per carrers més petits que es trobaven en una plaça oberta, rodejada d'edificis municipals i temples. Les estructures eren de només un pis, es construïen amb pedres perfectament tallades o bé s'utilitzaven maons de tova i palla en les regions de la costa. Els inques disposaven d'una important xarxa de camins que afavoria les comunicacions i el comerç entre tot el seu territori i afavorint el contacte entre la costa i l'interior.
Per a la construcció de grans monuments, com la fortalesa de Sacsayhuamán, situada a prop de Cusco, uns blocs poligonals van ser ajuntats entre si amb una extraordinària precisió. En les regions muntanyoses, com l'espectacular ciutat andina situada al Machu Picchu, l'arquitectura inca reflecteix a vegades algunes adaptacions al relleu natural.

## Religió

El Machu Picchu

La religió de l‘imperi estava basada en l'adoració. Els emperadors inques eren considerats descendents del Déu Sol i eren adorats com a divinitats. L'or, símbol del déu Sol, era molt explotat per a l'ús dels dirigents, no com a moneda d'intercanvi, sinó principalment amb objectius decoratius i rituals. La religió dominava tota l'estructura política.
Les pràctiques religioses consistien en consultes d'oracles, sacrificis com a ofrena i confessions públiques.
El cicle anual de festes estava regulat pel calendari inca, extremadament precís. A conseqüència d'aquest aspecte, entre d'altres, la cultura inca era molt semblant a altres cultures d'Amèrica del Sud, com els asteques i els maies.

## Grups socials
Els inques s'organitzaven en ciutats estat governades per un cap suprem que vivia a la ciutat de Maiapán. La societat estava dividida en cinc classes socials principals: la reialesa, la noblesa, els sacerdots, els camperols, els esclaus i reis. Els esclaus eren majoritàriament presoners de guerra.